# Belasitsa
Belasitsa (Bulgaars: Беласица) is een dorp in het zuidwesten van Bulgarije. Het dorp is gelegen in de gemeente Petritsj, oblast Blagoëvgrad. Het dorp ligt ca. 71 km ten zuiden van Blagoëvgrad en 148 km ten zuiden van Sofia.

## Bevolking
Op 31 december 2020 telde het dorp Belasitsa 980 inwoners. Het aantal inwoners vertoont al jaren een dalende trend: in 1985 woonden er nog 1.295 mensen in het dorp.
|  |

In het dorp wonen nagenoeg uitsluitend etnische Bulgaren. In de optionele volkstelling van 2011 identificeerden 1.030 van de 1.068 ondervraagden zichzelf als etnische Bulgaren - 96,4% van alle respondenten. De overige ondervraagden waren vooral Roma of hebben geen etnische achtergrond gespecificeerd.
| Etnische samenstelling van de respondenten (2011) | Etnische samenstelling van de respondenten (2011) | Etnische samenstelling van de respondenten (2011) | Etnische samenstelling van de respondenten (2011) | Etnische samenstelling van de respondenten (2011) |
| ------------------------------------------------- | ------------------------------------------------- | ------------------------------------------------- | ------------------------------------------------- | ------------------------------------------------- |
|                                                   |                                                   |                                                   |                                                   |                                                   |
| Bulgaren                                          | Bulgaren                                          |                                                   | 96,4%                                             | 96,4%                                             |
| Turken                                            | Turken                                            |                                                   | 0,0%                                              | 0,0%                                              |
| Roma                                              | Roma                                              |                                                   | 1,4%                                              | 1,4%                                              |
| Anders/Onbekend                                   | Anders/Onbekend                                   |                                                   | 2,2%                                              | 2,2%                                              |